# Korte, Izola
Korte este o localitate din comuna Izola, Slovenia, cu o populație de 655 de locuitori.